# Cruella de Vil

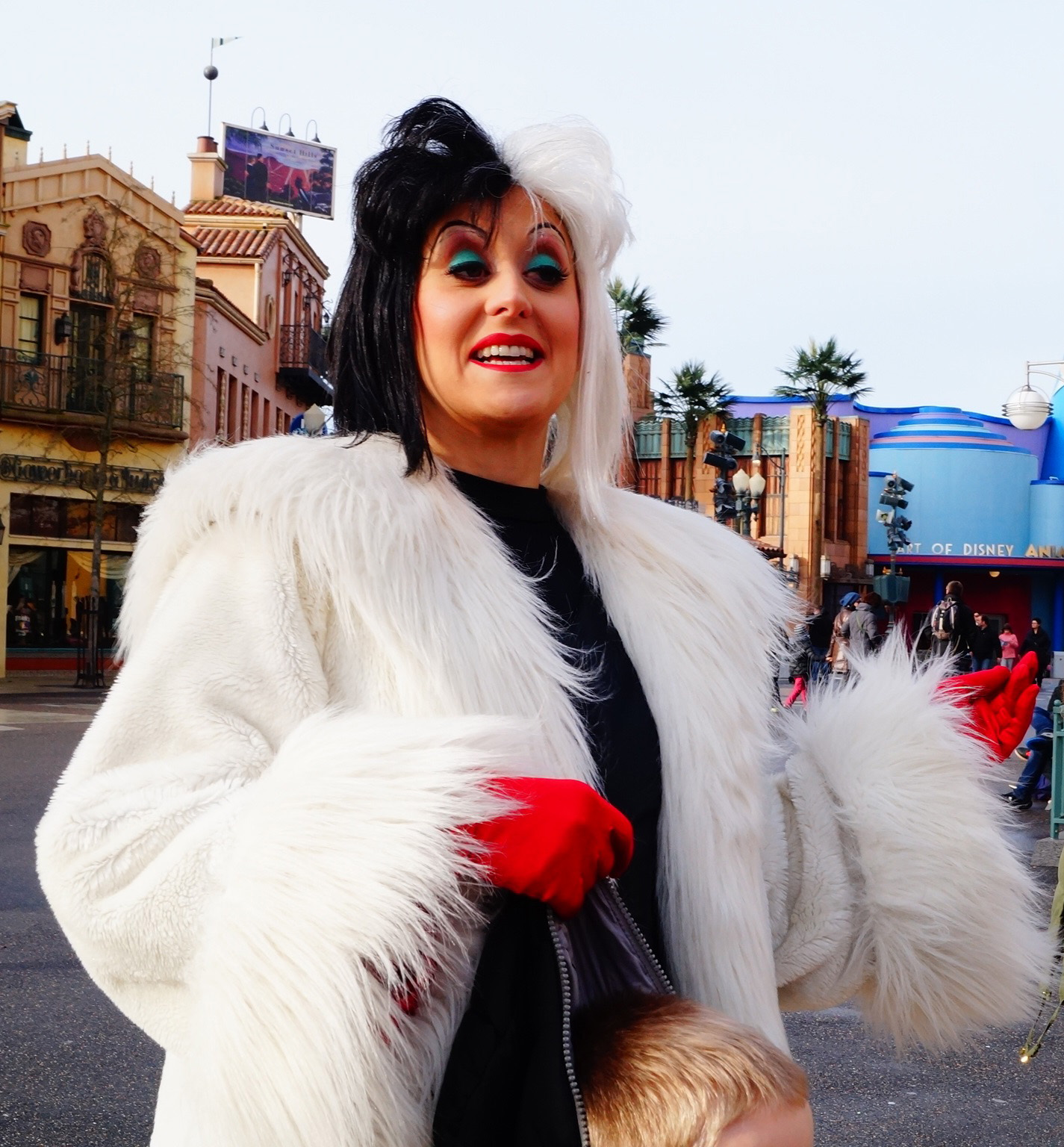
Skådespelare som Cruella de Vil på Disneyland Paris.

Cruella de Vil är en fiktiv rollfigur i den brittiska författaren Dodie Smiths roman från 1956, De hundra och en hundarna: historien om de många dalmatinerna. 
Cruella de Vil framställs som egoistisk, glamorös och hänsynslös.

## Beskrivning
Det vanligaste temat är att Cruella kidnappar hundarna Pongo och Perditas 15 valpar med syfte att använda deras skinn till pälsjackor, utöver de 84 dalmatinervalpar som hon kommit över på laglig väg. Cruella vill använda sig av valpskinn eftersom äldre individers skinn blir grövre och inte lika attraktiv för modebranschen.
Rollfiguren har använts som symbol för girighet, fåfänga, ondska och djurplågeri. Disneys Cruella rankades 39:a på AFI:s lista "100 Years...100 Heroes and Villains".

## Filmversioner
i Walt Disney Productions tecknade långfilm Pongo och de 101 dalmatinerna (1961), där hennes röst gjordes av skådespelaren Betty Lou Gerson, i Disneys De 101 dalmatinerna II – Tuffs äventyr i London (2003) där hon gjordes av Susanne Blakeslee. I Disneys spelfilmsversioner 101 dalmatiner (1996) och 102 Dalmatians (2000) där Glenn Close gjorde rollerna samt Cruella (2021), där hennes röst gjordes av Emma Stone.